# Komet Beljavski
Komet Beljavski  ali C/1911 S3  je komet, ki ga je 29. septembra 1911 odkril ruski astronom Sergej Ivanovič Beljavski.

## Značilnosti
Tirnica kometa je bila hiperbolična 
Komet je prešel prisončje 10. oktobra 1911, ko je bil od Sonca oddaljen  0,30 a.e. V začetku so ga opazovali na jutranjem nebu, v sredini oktobra pa na večernem. Viden je bil s prostim očesom. Imel je magnitudo 2 do 3. Njegov rep je bil dolg okoli 15°.  V novembru so ga lahko opazovali tudi na južni polobli.